# Aristofusus excavatus
Aristofusus excavatus is een slakkensoort uit de familie van de Fasciolariidae. De wetenschappelijke naam van de soort is voor het eerst geldig gepubliceerd in 1880 door George Brettingham Sowerby II.